# Rösti

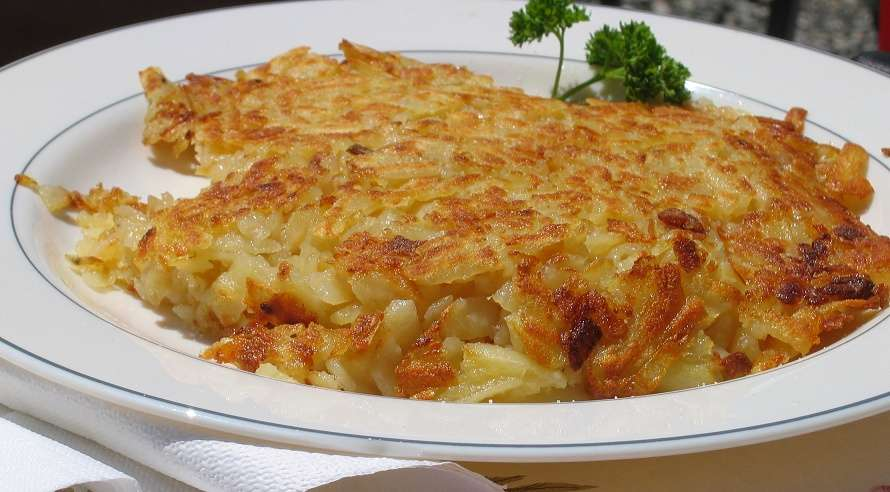
Rösti.

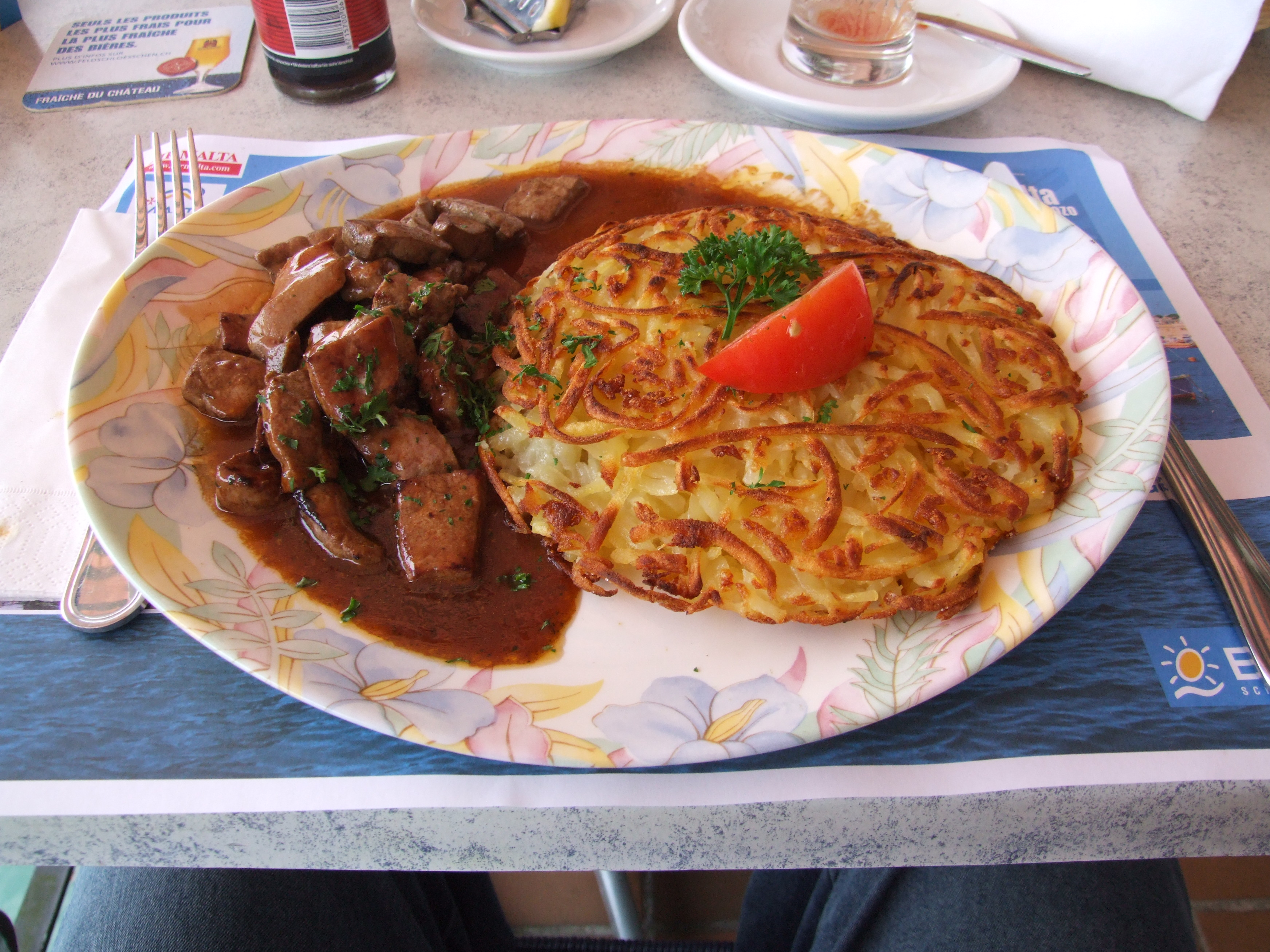
Leberli mit Rösti (‘hígado con rösti’).

El rösti (IPA: [ˈrøs.ti] en alemán, también Röschti IPA: [ˈrøːʃ.ti]* transcrito al francés como rœsti) es un plato de patatas muy popular en la cocina de Suiza. Se considera tradicionalmente como una parte de un desayuno normal de los agricultores en el cantón suizo de Berna, aunque el origen estaría en el cantón de Zúrich, si bien hoy en día se sirve en casi toda Suiza. Muchos suizos califican al rösti como su plato nacional. Inicialmente se freía en manteca, luego se ha comenzado a utilizar el aceite de oliva. En la actualidad se sirve como acompañamiento de platos de carne y verdura en lugar de servir como desayuno.

## Ingredientes
El rösti se elabora principalmente con patatas que suelen mezclarse con algunas grasas de origen animal. Tienen forma de tortitas de diferentes tamaños que pueden rondar los 3-12 cm en diámetro. Algunas veces se fríen ligeramente y después se ponen al horno. Se suelen añadir algunos ingredientes adicionales, tales como panceta ahumada, cebollas, queso, manzanas o hierbas frescas. 
Existen diferencias en la elaboración de lo que los expertos denominan un perfecto rösti. La principal diferencia en la opinión de todos ellos es el empleo de patatas cocidas o crudas en su elaboración. Se discute también el tipo de patata que hace mejor las cualidades del rösti. El tema de discusión acerca de si se deben o no cocer las patatas, se ha considerado resuelto de la siguiente manera: si el rösti se va a consumir como un plato de acompañamiento, donde el plato principal es la carne con salsa, se emplean patatas cocidas. Esto permite que el rösti pueda tomar y recoger parte de la salsa. Por otra parte, si el rösti es el plato principal (en particular si se sirve con queso), se emplean patatas crudas para su elaboración.

## Platos similares
Las tortas de patata son un plato extendido por gran parte de Europa, cuyas variantes se pueden encontrar desde España hasta Suecia, y del Macizo Central hasta Rusia. Existe un plato muy similar en la cocina judía denominado latkes, de origen centroeuropeo, y que se come con frecuencia durante las vacaciones de Hanukkah. La gastronomía tradicional de Francia tiene muchos equivalentes del rösti, que según la región varían de nombre: crique, paillasson, râpée, mounassou, milhassou, bourriol, matefaim. La versión más conocida es salada, pero se hacen también dulces. Antes de la aparición de la patata en Europa, se elaboraban con sobras de masa de pan.

## Trivia
Aunque en la actualidad el rösti está difundido en casi toda Suiza, hasta mediados del siglo XX era un plato típico solo de la gastronomía suizoalemana. Por este motivo, dio nombre a la röstigraben o frontera cultural y política entre la Suiza francesa (Romandía) y la Suiza alemánica.
En alemán, la palabra rösti es un sustantivo masculino plural, esto es, si se tradujera literalmente se diría «los rösti».
- Datos: Q627331
- Multimedia: Rösti / Q627331